# E-85
E-85 – ćwiczebny cel powietrzny opracowany przez firmę Eniks. 

## Historia
Prace nad urządzeniem prowadzono w 1992 r. Konstruktorzy postawili sobie za cel zbudowanie maszyny, która będzie imitować bezzałogowy statek powietrzny o powierzchni odbicia od 0,1 do 10 m2. Oblot prototypu został dokonany w 1993 r. Próby wykazały, że urządzenie jest zdolne do imitowania małych obiektów, takich jak bomba szybująca czy rakieta manewrująca. Może być konfigurowane w zależności od wykonywanego aktualnie zadania.
Pojazd został zbudowany w układzie konwencjonalnego samolotu. E-85 jest mocowany do belki podskrzydłowej śmigłowca, który dokonuje jego zrzutu. Z uwagi na prostą budowę i niski koszt do jego napędu zastosowano silnik strumieniowy. Cel może być wyposażony w smugacze oraz znaczniki podczerwieni. Lądowanie E-85 odbywa się z wykorzystaniem spadochronu. Dron stanowi element zestawu, który składa się dodatkowo z układu montowania na nośniku (śmigłowcu), systemu przygotowania do startu, systemu sterowania zdalnego oraz części zapasowych. W skład naziemnej obsługi pojazdu wchodzą cztery osoby.